# Fontana Paola

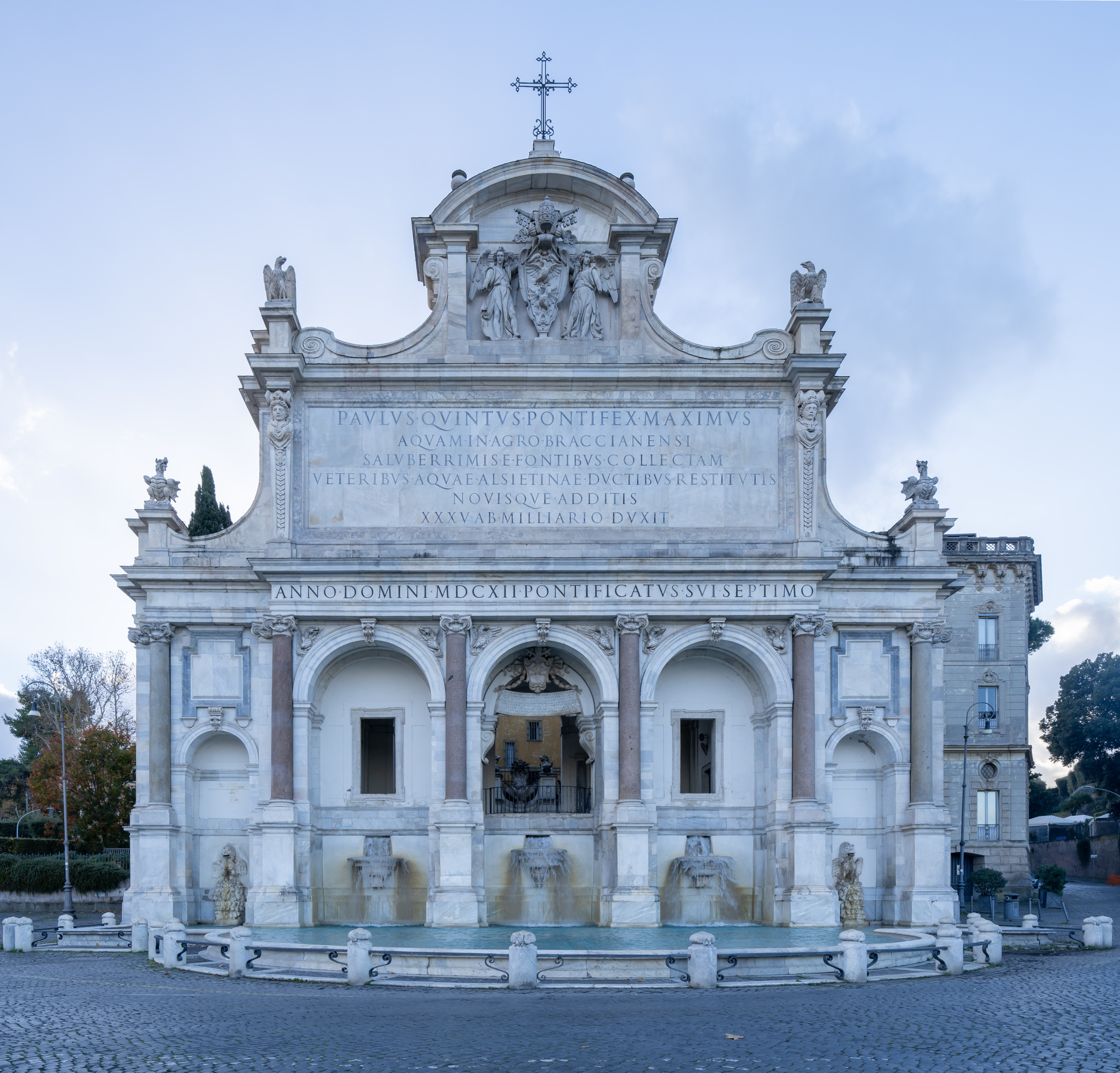
Fontana Paola

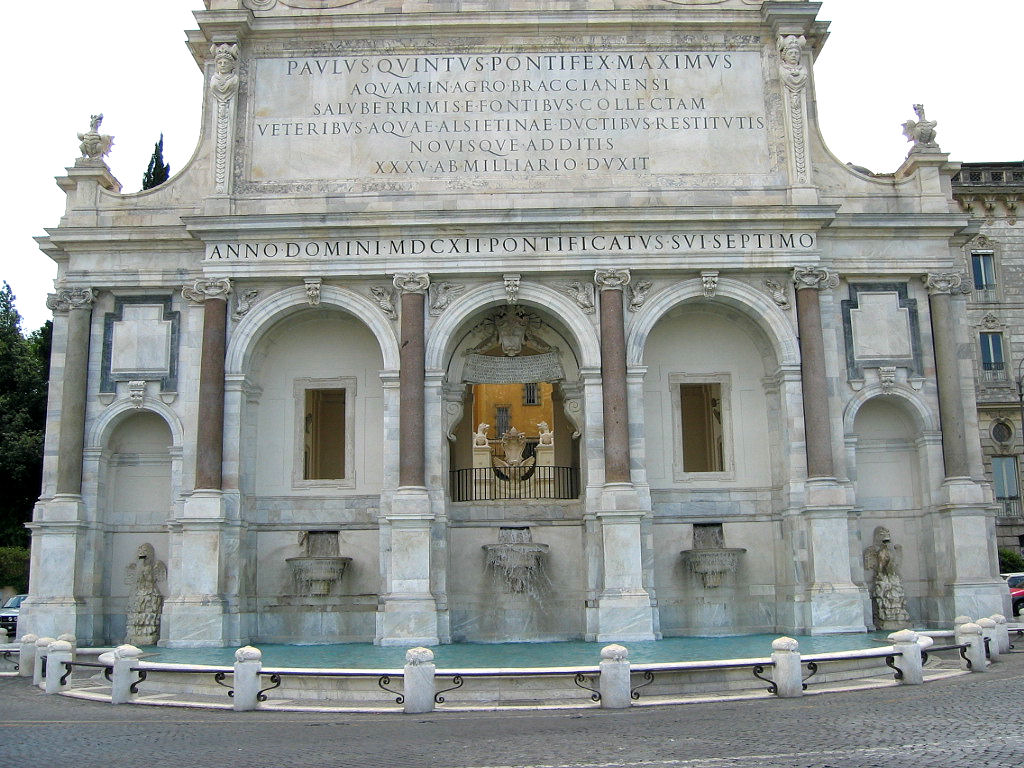
Fontana Paola Frontalansicht

Die Fontana Paola (vollständig Fontana dell’Acqua Paola, italienisch auch kurz Fontanone, großer Brunnen) ist ein barocker Brunnen in Rom an der Via Garibaldi auf dem Gianicolo. Er wurde 1610 bis 1612 auf Veranlassung Papst Paul V. errichtet. Die Architekten der Fontana Paola waren vermutlich Flaminio Ponzio und Giovanni Fontana.

## Acqua Paola
Nach dem Vorbild von Papst Sixtus V., der die Acqua Felice errichten ließ, wollte sich auch Camillo Borghese als Papst Paul V. um die Wasserversorgung Roms verdient machen. Noch im Jahr seiner Wahl beauftragte er Giovanni Fontana (sein Bruder Domenico Fontana arbeitete 18 Jahre zuvor an der Acqua Felice) und Carlo Maderno mit der Restaurierung der Aqua Traiana, die Wasser von Quellen in den Sabatiner Bergen, nördlich des Braccianosees nach Rom transportierte. Die restaurierte Wasserleitung nannte Paul V. nach sich selbst Acqua Paola. Mit ihr konnten nach über tausend Jahren Unterbrechung auch wieder der römische Stadtteil Trastevere und der Vatikan mit Wasser versorgt werden.
Im 17. Jahrhundert war man allerdings noch der Meinung, man habe die Aqua Alsietina restauriert, wie die Inschrift an der Fontana Paola verrät (s. u.). Dieser antike Aquädukt hatte einen ähnlichen Verlauf wie die Aqua Traiana. Das Wasser der Aqua Alsietina hatte jedoch im Gegensatz zur Aqua Traiana keine Trinkwasserqualität.

## Architektur
Genau wie bei der Acqua Felice sollte der Aquädukt einen repräsentativen Endpunkt erhalten. Giovanni Fontana nahm sich den Mosesbrunnen als Vorlage und verwendete wie dort als zentrales Architekturmotiv einen Triumphbogen. Auch der Architrav mit der überproportionalen Inschrift und das Papstwappen an der Spitze erinnern an das Vorbild. Abweichend ergänzte Fontana den Triumphbogen um zwei weitere kleinere Bögen. Anders als beim Mosesbrunnen stehen unter den Bögen allerdings keine Statuen. Dafür ist der Effekt des fließenden Wassers stärker betont, das sich in kleinen Wasserfällen in Schalen ergießt, aus denen es weiter in ein großes Becken fällt. In den äußeren Bögen stehen zwei Adler (das Wappentier der Borghese) als Wasserspeier. Die den Bögen vorgestellten Säulen stammen aus dem Langhaus von Alt-Sankt-Peter, das zur Bauzeit des Brunnens, wegen der Fertigstellung des Petersdoms, von Carlo Maderno gerade abgerissen worden war.

### Inschrift
Im Architrav des Brunnens steht folgende Inschrift:
PAULUS QUINTUS PONTIFEX MAXIMUS
AQUAM IN AGRO BRACCIANENSI
SALUBERRIMIS E FONTIBUS COLLECTAM
VETERIBUS AQUAE ALSIETINAE DUCTIBUS RESTITUTIS
NOVISQUE ADDITIS
XXXV AB MILLIARIO DUXIT
ANNO DOMINI MDCXII PONTIFICATUS SUI SEPTIMO
Papst Paul der Fünfte
hat das im Gebiet von Bracciano
aus den gesündesten Quellen gesammelte Wasser
nachdem die alten Leitungen der Aqua Alsietina wiederhergestellt
und neue hinzugefügt waren
vom 35. Meilenstein hergeführt
im Jahre des Herren 1612, des siebten seines Pontifikats.
Auch Goethe lobte in den Aufzeichnungen seines Reisetagebuchs den Brunnen:

„Auf dem Platze vor St. Peter in Montorio begrüßten wir den Wasserschwall der Acqua Paola, welcher durch eines Triumphbogens Pforten und Tore in fünf Strömen ein großes verhältnismäßiges Becken bis an den Rand füllt. Durch einen von Paul V. wiederhergestellten Aquädukt macht diese Stromfülle einen Weg von fünfundzwanzig Miglien hinter dem See Bracciano her durch ein wunderliches, von abwechselnden Höhen gebotenes Zickzack bis an diesen Ort, versieht die Bedürfnisse verschiedener Mühlen und Fabriken, um sich zugleich in Trastevere zu verbreiten.
 Hier nun rühmten Freunde der Baukunst den glücklichen Gedanken, diesen Wassern einen offen schaubaren triumphierenden Eintritt verschafft zu haben. Man wird durch Säulen und Bogen, durch Gesims und Attiken an jene Prachttore erinnert, wodurch ehmals kriegerische Überwinder einzutreten pflegten; hier tritt der friedlichste Ernährer mit gleicher Kraft und Gewalt ein und empfängt für die Mühen seines weiten Laufes sogleich Dank und Bewunderung. Auch sagen uns die Inschriften, daß Vorsehung und Wohltätigkeit eines Papstes aus dem Hause Borghese hier gleichsam einen ewigen ununterbrochenen stattlichen Einzug halten.“